# Lo Mestre Titas (1868-1872)
Lo Mestre Titas fue un semanario satírico carlista publicado en la ciudad española de Barcelona entre 1868 y 1872, durante el Sexenio Revolucionario.

## Historia
Inició su publicación el 20 de noviembre de 1868. Llevaba el mismo título que otro semanario humorístico y satírico de muy corta duración, no adscrito al carlismo, subtitulado «Semanari clá y catalá», editado a partir del 30 de mayo de 1868 bajo la dirección de Eliseu Combas.
Se editaba a 4 páginas de 264 por 163 mm, 2 columnas. En el cuarto año pasó a 325 por 214 mm, a 4 páginas a 3 columnas. Su precio era dos cuartos junto con Don Quijote y, desde el número 59, solo 3 cuartos. La suscripción trimestral costaba 4 reales. Se vendía en las librerías de Subirana y Puig y en los kioskos de la Rambla.
Tenía su Administración en la librería de Font, en la calle Ripoll, núm. 4 (cerca de la catedral de Barcelona), y se imprimía en la imprenta de D. Deugracias del Cop, en Va-caurer, núm. 1, subterráneo. Posteriormente figuraban como imprentas del semanario Imp. del Mestre Titas (desde el núm. 43), Imp. de Magriñá y Subirana, Santa Ana, 11 y 13 (desde el núm. 88) e Imp. de Cayetano Campins, Sta. Madrona, 1, en Gracia (desde el núm. 94).
Saludaba a sus lectores con un «Deu vos guart, senyors» y afirmaba que escribiría en catalán de la misma manera que se hablaba y «lo catalá d'avuy», sin atender las reglas gramaticales, ya que, según el semanario, ello hacía «retrógrado y poch ilustrat». Decía asimismo:

las enfilaré contra lliberals y neos, trampistas y tronats, empleats y contribuyents, cobrants y cessants, y contra las senyoras societats de credit, ferrocarrils y comparsa que tant ans han afeitat.

De acuerdo con Juan Ginavel, el semanario atacó a los liberales y especialmente a los republicanos.
Con Lo Mestre Titas se repartía otra publicación semanal con el título de Don Quijote. Por eso en la nota referente a la suscripción se leía: «s'entent junt ab Don Quijote» y este incluía a su vez una nota que decía «se suscribe entiéndese junto con Lo Mestre Titas».
El 23 de abril de 1870 se suspendió su publicación por orden gubernativa y en su lugar apareció un número del semanario con el título Lo Entreteniment... pels suscriptors del Mestre Titas, manteniendo la misma numeración.
De acuerdo con el diario carlista barcelonés La Convicción, que se publicaba en esas mismas fechas, Lo Mestre Titas alcanzó una gran popularidad en los distritos rurales de Cataluña.

## Nombre
El nombre del semanario hacía referencia al relato de un maestro que vivía en la calle Carretas, uno de los primeros maestros que se habrían establecido en Barcelona, concretamente en el Raval. Como la enseñanza no le daba lo suficiente para vivir, se dedicaba también a la cría de aves. Sus discípulos pasaban más tiempo en el gallinero que en las clases. Era alto y flaco y llevaba unas gafas caídas casi hasta la punta de la nariz y una barba muy larga. Aún hoy se emplea en catalán la expresión «sembles el mestre Tites» para referirse a alguien con estas características.